# Талевий канат

Талеві канати типу ЛК-РО з сердечниками: а — металевий сердечник; б — органічний трипасмовий сердечник;
в — пластмасовий сердечник

Талевий канат — це елемент талевої системи, що зв'язує талевий блок з кронблоком.
Талевий канат виготовляють із сталевого дроту, який зв'язують у пасма одинарного, подвійного чи потрійного сплітання із сталевого дроту (тигельна сталь). Канати зсукують із пасом, які накручують на осердя, що надає канату круглої форми і гнучкості (рис.).
У талевих системах бурових установок використовуються сталеві канати круглого перерізу, одношарові, 6-пасмові подвійної звивки, у яких дротинки звивають у пасма, а пасма в канати.
Талеві канати для експлуатаційного і глибокого розвідувального буріння виготовляються в трьох виконаннях, що розрізняються за типом використовуваних сердечників:
1 — з металевим сердечником (МС);
2 — з органічним трипасмовим сердечником (ОС);
3 — з пластмасовим стрижневим осердям (ИС).
У канатах з органічним прядивним осердям покращується змащування за рахунок просочування прядивного осердя змащувальною речовиною.
Залежно від взаєморозташування дротів у пасмах розрізняють канати з точковим (ТК) і лінійним (ЛК) дотиком (контактом) дротів. Канати з лінійним дотиком дротів довговічніші. Випробування показують, що їх напрацювання в 1,5—2 рази перевищує напрацювання канатів з точковим дотиком. Талеві канати що відносяться до типу ЛК-РО, відрізняються тим, що в окремих шарах пасма використовуються дроти різного (Р) і однакового (О) діаметрів.
Дротинки каната виготовляють із сталей (сталь 50, 55, 60, 70) з термообробкою з міцністю на розрив 1700—2000 МПа.
За напрямком звивки виготовляють талеві канати різних конструкцій:
– хрестова права звивка — Z
– хрестова ліва звивка — S
При правій звивці Z пасма розміщені зліва вверх направо, а при лівій S — справа вверх наліво. В експлуатаційному бурінні більш поширені канати типу Z.
Талеві канати не розкручуються, так як виготовляються із попередньо деформованих дротинок і пасом. В результаті попередньої деформації дротинки і пасма мають геометричні форми, які відповідають їх положенню в готовому канаті. Витривалість такого каната на 25 — 30 % більша ніж звичайного розкручуваного каната.
Типи канатів: ЛК-РО-6х25+1 МС
ЛК-РО-6х19+1 МС
ЛК-РО-6х37 — ОС, де 6 — кількість пасом;
25, 19, 37 — кількість дротинок в пасмі;
МС — металева серцевина;
О — органічна серцевина.
При бурінні свердловин, в основному, використовуються талеві канати ЛК-РО діаметрами 25, 28, 32, 35, 38 мм.
У процесі експлуатації талеві канати піддаються розтягуванню і багаторазовим перегинам на шківах кронблока, талевого блока і барабані лебідки, в результаті чого відбувається їх втомне руйнування. Зовнішні дроти каната піддаються зносу на шківах і барабані лебідки, тому прискорюється процес їх втомного руйнування. Внаслідок недостатньої довговічності зростає витрата талевих канатів і вимушені простої бурових установок в очікуванні заміни зношених канатів, що негативно впливає на техніко-економічні показники буріння.